# Štefan Miština
Štefan Miština (5. srpna 1904,[zdroj?] Bánovce – 1959) byl slovenský právník, pracující dle informací Lidových novin v období klerofašistického Slovenského štátu pro centrální úřad tajné policie, Ústřednu státní bezpečnosti (ÚŠtB). V tomto státním úřadu zastával v době 2. světové války vysokou pozici vedoucího cenzorního oddělení. V úřadu se dle portálu iDNES.cz zabýval soupisem konfiskovaného majetku perzekvovaných slovenských Židů. Celkem Miština zajistil na účtech židovských organizací 186 336 slovenských korun a 104 424 na hotovosti. Jako úředník ÚŠtB se tak dle portálu iDNES.cz podílel na perzekuci slovenských Židů, z nichž byly desítky tisíc deportovány do koncentračních táborů.
V červnu 1945 se Miština i s rodinou odstěhoval do Prahy, kde získal místo na ministerstvu. Přikláněl se k Demokratické straně (založené paradoxně během Slovenského národního povstání antifašistickými politiky), která byla opozicí vůči komunistům, ale v únoru 1948 vstoupil do Komunistické strany Slovenska. V květnu 1950 působil v Košicích jako kriminalista.
Věnoval se aktivně hře v šachy a byl členem akademického šachového klubu. Později hrál i v šachových klubech Duras a Žižkov (1938 přeborník klubu. Původně šlo o koníček, ale v následujícím válečném období sehrál jeho vztah k šachu důležitou roli.
Byl otcem bývalé české první dámy Livie Klausové, tchánem bývalého českého prezidenta Václava Klause a dědem českého politika a poslance nejprve za ODS, později za hnutí Trikolora, Václava Klause mladšího.